# Zastava M21
O Zastava M21 é uma série de fuzis de assalto 5,56×45mm NATO desenvolvidos e fabricados pela Zastava Arms na Sérvia.

## Descrição
O M21 é baseado no fuzil Kalashnikov e usa o cartucho 5,56×45mm NATO. Os modelos atuais utilizam um receptáculo estampado com 1,5 mm de espessura. O M21 pode incorporar trilhos picatinny para montagem de acessórios como miras ópticas, empunhaduras verticais, bipés, etc.
O Zastava M21 é operado a gás, pistão de longo curso com um sistema de travamento de ferrolho rotativo. Ele apresenta um cano padrão forjado a frio revestido de cromo duro ou um cano estriado poligonal opcional, lança-granadas/quebra-chamas integrado de 22 mm, peças sintéticas resistentes com coronha dobrável de polímero semelhante ao AK-74M e trilho óptico lateral como padrão (base adaptadora opcional para trilho picatinny montado em tampa também disponível). O fuzil também pode montar um lança-granadas 40 mm sob o cano. Tem capacidade de carregador para 30 tiros. A cadência de tiro cíclica é de 680 tiros por minuto e a cadência de tiro sustentada é de 120 tiros por minuto.
O Zastava M21 usa um cano convencional, enquanto o Zastava M21B usa um cano poligonal. O cano regular tem seis ranhuras com giro para a direita. Uma versão poligonal octogonal também está disponível e possui quatro ranhuras com giro para a direita (M21B). Os canos também são cromados para proporcionar uma vida útil mais longa.
O fuzil possui miras de ferro convencional que consiste em uma massa de mira e uma alça de mira rebatível com aberturas de 300m e 500m. Um conjunto de trilhos picatinny no guarda-mão pode montar vários dispositivos optoeletrônicos. O M21 é uma arma modular, com configuração dependente da tarefa e missão.

## Variantes
- M21 A – Fuzil de assalto padrão.[2]

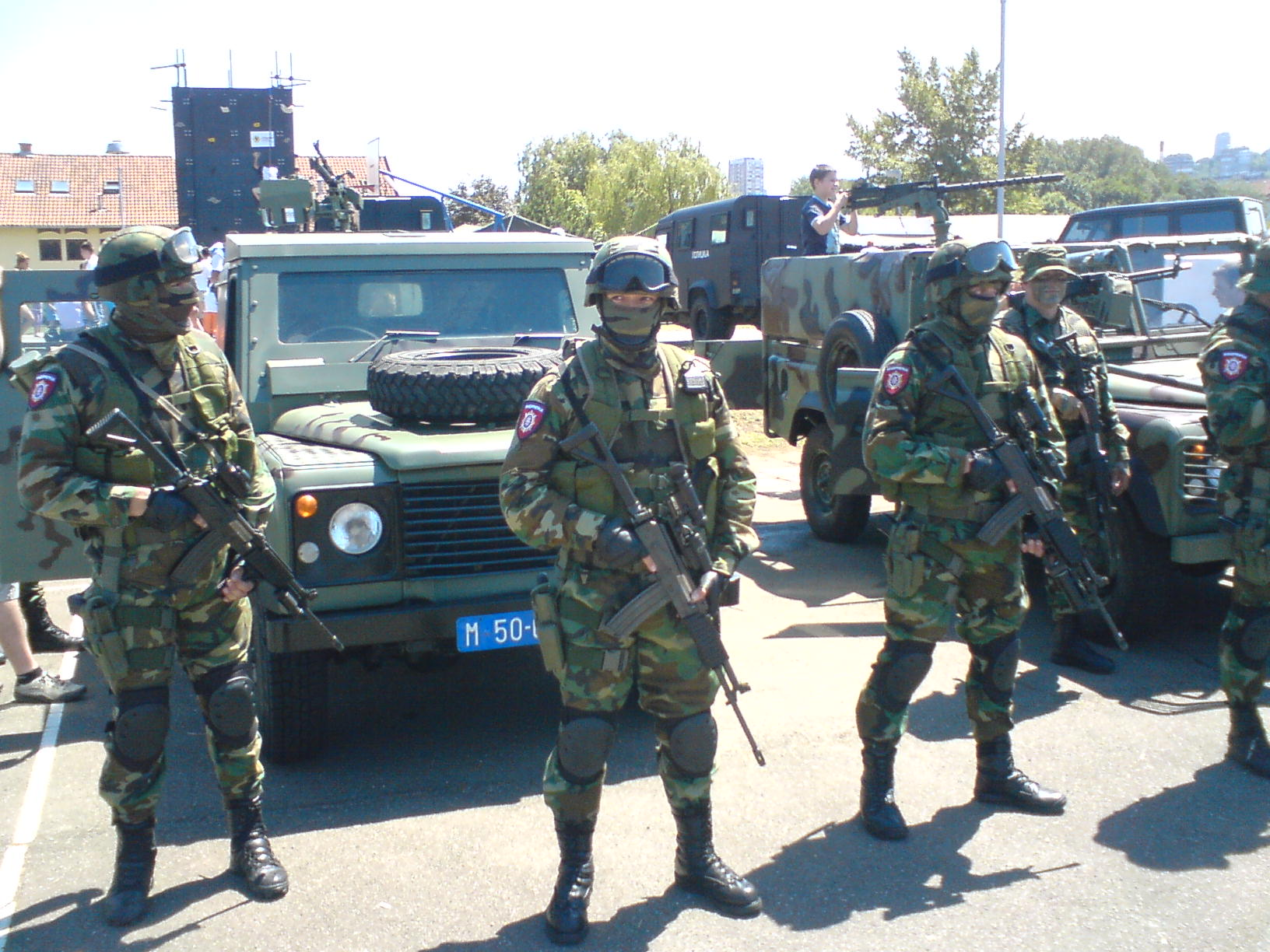
Gendarmes sérvios armados com M21

  - M21 ABS – Sistema de trilho Picatinny integrado.
- M21 S – Fuzil de assalto compacto de cano curto.[5]
  - M21 SBS – Sistema de trilho Picatinny integrado.
- M21 C – Carabina.[6]
  - M21 BS – Sistema de trilho Picatinny integrado.

## Operadores

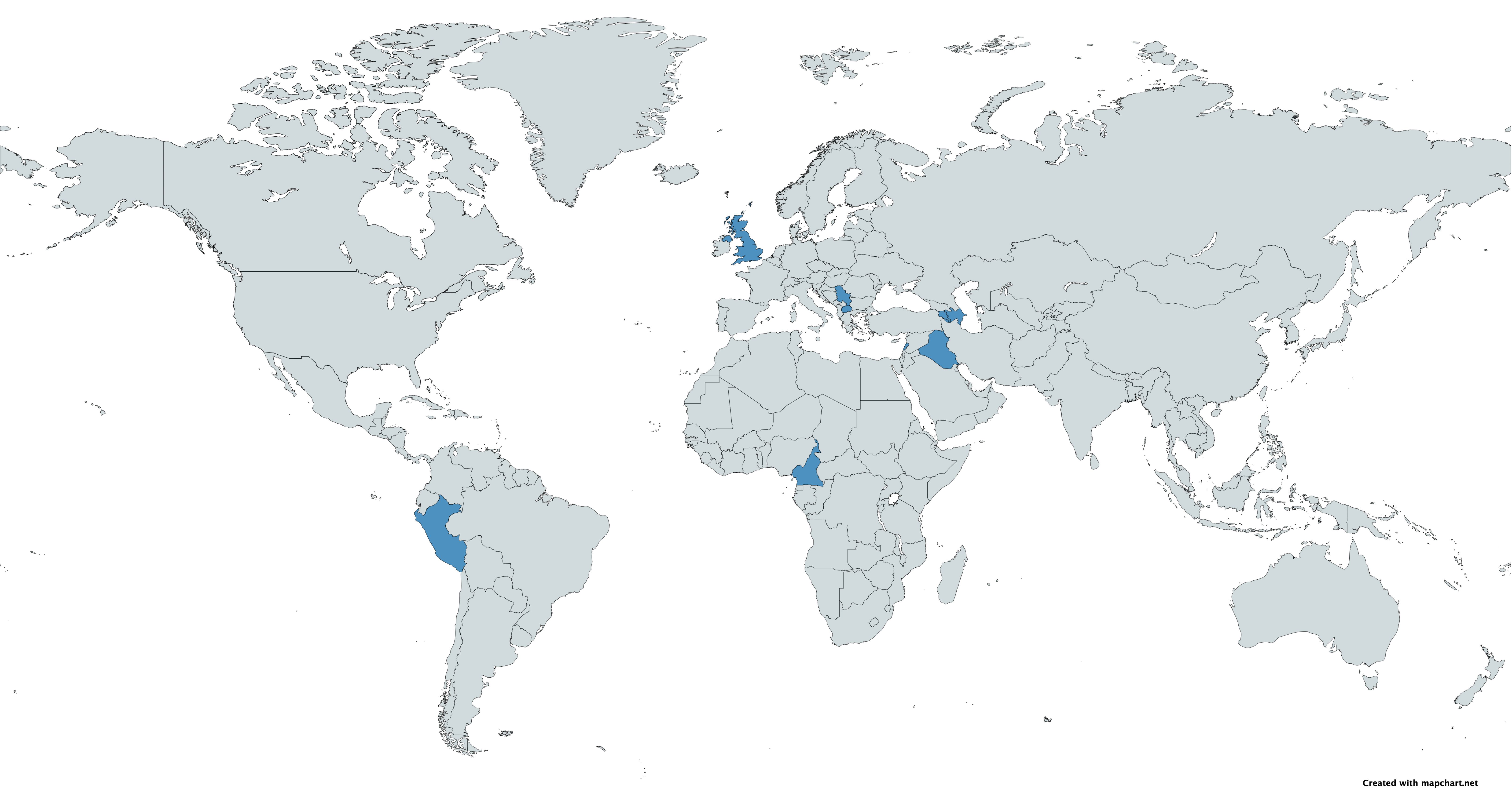
Um mapa com operadores do Zastava M21 em azul

- Azerbaijão – Usado por forças especiais[7]
- República Sérvia – Usado pela Polícia Nacional.[8]
- Camarões – Usado pelo Batalhão de Intervenção Rápida[9][10]
- Iraque[11][12]
- Líbano[11]
- Macedônia do Norte – 500 adquiridos em 2005.[4][13]
- Peru[14]
- Sérvia – fuzil de serviço padrão das Forças Armadas e Gendarmeria da Sérvia.[4]
- Reino Unido - Usado por empreiteiros do G4S.[15]